# Leucula admota
Leucula admota là một loài bướm đêm trong họ Geometridae.